# Baccharis grandimucronata
Baccharis grandimucronata là một loài thực vật có hoa trong họ Cúc. Loài này được Malag. mô tả khoa học đầu tiên năm 1957.